# Wake the Sleeper
Wake the Sleeper (с англ. — «Разбуди спящего») — 21-й студийный альбом британской рок-группы Uriah Heep, выпущенный 2 июня 2008 года в Европе и 26 августа 2008 года в США. Это первый после Conquest альбом группы, записанный без барабанщика Ли Керслейка, который в 2007 году был вынужден покинуть коллектив по состоянию здоровья. Его уход положил конец самому продолжительному составу группы, просуществовавшему 21 год. На смену Керслейку в группу пришёл 43-летний Расселл Гилбрук.

## Об альбоме
Помимо стандартного CD-издания, этот альбом также был выпущен в виде 12-дюймового винилового альбома в разворачивающейся обложке.
Песня «What Kind of God» была вдохновлена книгой Ди Брауна «Схороните моё сердце у Вундед-Ни» 1970 года.
Британский журнал Classic Rock назвал Wake the Sleeper альбомом года.
Во время тура в поддержку Wake the Sleeper группа обычно исполняла все песни с альбома, перемежая их с песнями своих прошлых релизов.

## Список композиций
Слова и музыка всех песен — написаны Миком Боксом и Филом Лансоном, если не указано иное.
| №   | Название                    | Автор(ы)                  | Длительность |
| --- | --------------------------- | ------------------------- | ------------ |
| 1.  | «Wake the Sleeper»          |                           | 3:34         |
| 2.  | «Overload»                  |                           | 5:59         |
| 3.  | «Tears of the World»        |                           | 4:46         |
| 4.  | «Light of a Thousand Stars» |                           | 3:58         |
| 5.  | «Heaven’s Rain»             |                           | 4:17         |
| 6.  | «Book of Lies»              |                           | 4:06         |
| 7.  | «What Kind of God»          |                           | 6:37         |
| 8.  | «Ghost of the Ocean»        |                           | 3:22         |
| 9.  | «Angels Walk with You»      | Тревор Болдер             | 5:24         |
| 10. | «Shadow»                    | Фил Лансон                | 3:35         |
| 11. | «War Child»                 | Мик Болдер, Тони Галлахер | 5:07         |

## Участники записи
| Uriah Heep: - Берни Шо — ведущий вокал - Мик Бокс — гитара, вокал - Фил Лансон — клавишные, вокал - Тревор Болдер — бас-гитара, вокал - Расселл Гилбрук — ударные, вокал | Технический персонал: - Майк Паксман — продюсер - Крис Уэст — звукоинженер - Уилл Бартл — ассистент звукоинженера - Марк 'Тафти' Эванс — инженер сведе́ния в Wispington Studios, Беркшир, Англия - Дэнис Блэкхем — мастеринг-инженер в Skye Mastering - Иоаннис Василопулос — художественное оформление, дизайн обложки и цифровое оформление - CCPHOTOART — фотографии |

## Позиции в хит-парадах и сертификации
| Хит-парад (2008)                          | Высшая позиция | Пребывание |
| ----------------------------------------- | -------------- | ---------- |
| Великобритания (Independent Albums Chart) | 24             | 1 неделя   |
| Швейцария (Schweizer Hitparade)           | 55             | 1 неделя   |
| Швеция (Sverigetopplistan)                | 55             | 1 неделя   |
| Япония (Oricon)                           | 265            | нет данных |

| Страна        | Сертификация | Продажи  |
| ------------- | ------------ | -------- |
| Россия (NFPF) | Золото       | > 10 000 |